# Iodictyum polycrenulatum
Iodictyum polycrenulatum is een mosdiertjessoort uit de familie van de Phidoloporidae. De wetenschappelijke naam van de soort is voor het eerst geldig gepubliceerd in 1923 door Okada.